# Titularbistum Olba
Olba ist ein Titularbistum der römisch-katholischen Kirche.
Es geht zurück auf ein früheres Bistum der gleichnamigen antiken Stadt in der kleinasiatischen Landschaft Kilikien (spätantike römische Provinz Isauria) in der heutigen Türkei, das der Kirchenprovinz Seleucia in Isauria angehörte.
| Titularbischöfe von Olba |                                                        | |                   |                    |
| Nr.                      | Name                                                   | Amt                                                                                                  | von               | bis                |
| 1                        | Louis-François-Alexandre de Jarente de Senas d’Orgeval | Koadjutorbischof von Orléans (Frankreich)                                                            | 11. Dezember 1780 | 28. Mai 1788       |
| 2                        | Antonio Luis Gaona OS                                  | | 11. August 1800   | 1804               |
| 3                        | Vasco José a Domina Nostra de Bona Morte Lobo CRSA     | Prälat von Maputo (Mosambik)                                                                         | 26. Juni 1805     | 1. Juni 1822       |
| 4                        | Patrick Francis Moran                                  | Koadjutorbischof von Ossory (Vereinigtes Königreich Großbritannien und Irland)                       | 22. Dezember 1871 | 11. August 1872    |
| 5                        | Bernhard Hermann Köckemann SSCC                        | Apostolischer Koadjutorvikar und Apostolischer Vikar von Honolulu (Südliche Sandwichinseln) (Hawaii) | 17. Mai 1881      | 22. Februar 1892   |
| 6                        | Charles-François Lasne CM                              | Apostolischer Koadjutorvikar von Süd-Madagaskar (Madagaskar)                                         | 15. Februar 1911  | 23. Juni 1927      |
| 7                        | Louis-Justin Gumy OFMCap                               | emeritierter Bischof von Port Victoria (Seychellen)                                                  | 9. Januar 1934    | 27. April 1941     |
| 8                        | Augustine Danglmayr                                    | Weihbischof in Dallas-Fort Worth (USA)                                                               | 24. April 1942    | 18. September 1992 |